# 卡塔日娜·瓦西克
卡塔日娜·瓦西克（英語：Katarzyna Wasick，1992年3月22日—），旧姓维尔克（Wilk），生于克拉科夫，是一名波兰女子游泳运动员，主攻自由泳。她的两个哥哥都从事游泳运动，她也受到两位哥哥的影响而开始练习游泳。她在2012年伦敦奥运后进入南加州大学修读心理学专业，并加入该校校队参加美国校际比赛。2016年里约奥运后，她因伤病问题一度淡出赛场，直到2018年年初才回归。